# Campagnol de Thomas
Espèce
Statut de conservation UICN

 LC  : Préoccupation mineure
Le campagnol de Thomas (Microtus thomasi) est une espèce de rongeurs de la famille des Cricetidae. Il se trouve en Bosnie-Herzégovine, en Grèce, en Macédoine, au Monténégro, en Serbie et peut-être en Albanie.

## Habitat
Ce campagnol préfère les habitats où le sol est suffisamment profonde pour pouvoir creuser des terriers. Cela inclut les prairies, les pâturages sur du calcaire, les prairies de hautes montagnes et parfois sur des sols cultivés.

## Sources